# 布斯貝港 (緬因州)
布斯貝港（英語：Boothbay Harbor）是一個位於美國緬因州林肯縣的鎮。

## 人口
根據2020年美國人口普查的數據，布斯貝港的面積為23.87平方千米，當中陸地面積為14.76平方千米，而水域面積為5.11平方千米。當地共有人口2027人，而人口密度為每平方千米85人。